# William Caxton
William Caxton (1422-1491) foi um comerciante, diplomata e escritor inglês. Acredita-se que ele seja a primeira pessoa a introduzir uma prensa tipográfica na Inglaterra, em 1476, e como impressor foi o primeiro varejista inglês de livros impressos.

## Vida
Nem sua filiação nem data de nascimento são conhecidas com certeza, mas ele pode ter nascido entre 1415 e 1424, talvez no Weald ou na floresta de Kent , talvez em Hadlow ou Tenterden. Em 1438 foi aprendiz de Robert Large, um rico comerciante de seda de Londres.
Pouco depois da morte de Large, Caxton mudou-se para Bruges, Bélgica, uma cidade rica e culta, onde se estabeleceu em 1450. Bem-sucedido nos negócios, tornou-se governador da Companhia de Aventureiros Comerciais de Londres; em suas viagens de negócios, ele observou a nova indústria gráfica em Colônia, o que o levou a iniciar uma gráfica em Bruges em colaboração com Colard Mansion. Quando Margaret de York, irmã de Edward IV, casou-se com o Duque de Borgonha, eles se mudaram para Bruges e fizeram amizade com Caxton. Foi a Duquesa quem encorajou Caxton a completar sua tradução do Recuyell das Histórias de Troye, uma coleção de histórias associadas à Ilíada de Homero, que ele fez em 1471.
Em seu retorno à Inglaterra, a grande demanda por sua tradução levou Caxton a estabelecer uma prensa em Westminster em 1476. Embora o primeiro livro que ele produziu tenha sido uma edição de The Canterbury Tales de Chaucer , ele passou a publicar livros romances, obras clássicas e histórias inglesas e romanas, e editar muitos outros. Ele foi o primeiro a traduzir as Fábulas de Esopo em 1484. Caxton não era um tradutor adequado e, sob pressão para publicar o máximo possível o mais rápido possível, às vezes ele simplesmente transferia palavras francesas para o inglês.
Em 2002, Caxton foi nomeado entre os 100 maiores britânicos em uma pesquisa da BBC.

## Publicações
Obras publicadas por Caxton da Divisão de Livros Raros e Coleções Especiais da Biblioteca do Congresso:
- A book of the chesse moralysed
- AL Ingratitude vtterly settying apart, we owe to calle to our myndes the manyfolde gyftes of grace ...
- Cordiale quattuor novissimorum.
- Here begynneth the prohemye vpon the reducynge, both out of latyn as of frensshe in to our englyssh tongue of the polytyque book named Tullius de senectute.
- Here begynneth the table of the rubrices of this presente volume named the Mirrour of the World or thymage of the same.
- Livre des faits d'armes et de chevalerie
- The recuyles or gaderige to gyder of ye hystoryes of Troye...